# Tirreno-Adriatico 2018
Le Tirreno-Adriatico 2018 est la 53e édition de cette course cycliste masculine sur route. Il a lieu du 7 au 13 mars 2018 en Italie et fait partie du calendrier UCI World Tour 2018 en catégorie 2.UWT.
Initialement huitième de la course, l'Espagnol Jaime Rosón a été déclassé par la suite pour dopage.

## Présentation

### Parcours
Ce Tirreno-Adriatico comprend sept étapes, pour un total de 987,55 km. Il commence par un contre-la-montre par équipes de 21,5 km à Lido di Camaiore. Le lendemain, la course reste sur la côte tyrrhénienne avec une étape plate, promise aux sprinters, entre Camaiore et Follonica. La troisième étape amène le peloton à l'intérieur des terres, jusqu'à Trevi, avec un final en côte. Le lendemain, les coureurs arrivent à 1 345 mètres d'altitude, à Sarnano, après 14 km d'ascension. La cinquième étape, présentant une série de montées courtes et pentues, est nommée « étape des murs ». La course rend ici hommage à Michele Scarponi en s'achevant à Filottrano, sa ville de résidence. Vainqueur de l'édition 2009, Scarponi est mort en avril 2017, tué par la collision avec un véhicule durant un entraînement. Les sprinteurs ont une nouvelle occasion de gagner une étape à l'occasion de la sixième étape, entre Numana et Fano. Enfin, la course s'achève par un contre-la-montre individuel de 10 km à San Benedetto del Tronto, sur la côte adriatique.

### Équipes
Vingt-deux équipes disputent Tirreno-Adriatico : les dix-huit équipes du World Tour et quatre équipes continentales professionnelles invitées, soit Gazprom-RusVelo, Israel Cycling Academy, Nippo-Vini Fantini-Europa Ovni et Wilier Triestina-Selle Italia.
| WorldTeams (18)- BMC Racing Team - Quick-Step Floors - AG2R La Mondiale - Trek-Segafredo - Sky - Lotto NL-Jumbo - Astana - Movistar Team - Bora-Hansgrohe - Mitchelton-Scott - Team Sunweb - Katusha-Alpecin - Bahrain-Merida - Dimension Data - UAE Team Emirates - Lotto Soudal - EF Education First-Drapac p/b Cannondale - Groupama-FDJ Équipes continentales professionnelles (4)- Gazprom-RusVelo - Israel Cycling Academy - Nippo-Vini Fantini-Europa Ovini - Wilier Triestina-Selle Italia |
| |

### Favoris
Le plateau de cette édition est relevé, avec notamment les vainqueurs de grands tours Fabio Aru (UAE Emirates), Tom Dumoulin (Sunweb),  Christopher Froome (Sky) et Vincenzo Nibali (Bahrain-Merida). Parmi les coureurs de courses à étapes, leurs principaux rivaux sont Romain Bardet (AG2R La Mondiale), Rohan Dennis (BMC), deuxième en 2017 Mikel Landa (Movistar), Miguel Ángel López (Astana), Primož Roglič (LottoNL-Jumbo), Rigoberto Uran (EF Education First-Drapac), Geraint Thomas (Sky) et Adam Yates (Mitchelton-Scott). Plusieurs des meilleurs coureurs de classiques participent également, dont le n°1 mondial Greg Van Avermaet (BMC), le champion du monde Peter Sagan, Michał Kwiatkowski (Sky), Philippe Gilbert (Quick Step-Floors), Filippo Pozzato (Wilier Triestina), Diego Ulissi (UAE Emirates), Edvald Boasson Hagen (Dimension Data), Alexey Lutsenko (Astana), Tiesj Benoot (Lotto-Soudal), récent vainqueur des Strade Bianche, Sep Vanmarcke (EF Education First-Drapac), Nathan Haas (Katusha-Alpecin) et Jasper Stuyven (Trek-Segafredo). Filippo Pozzato, Vincenzo Nibali et Greg Van Avermaet sont les seuls anciens vainqueurs présents. Le tenant du titre Nairo Quintana, qui a prévu de faire sa rentrée européenne à l'occasion du Tour de Catalogne, est absent. Richie Porte (BMC), malade, a déclaré forfait.
Enfin les principaux sprinteurs présents sont Mark Cavendish (Dimension Data), Fernando Gaviria (Quick Step-Floors), Caleb Ewan (Mitchelton-Scott), Sonny Colbrelli (Bahrain-Merida), Sacha Modolo (EF Education First-Drapac), Danny van Poppel (LottoNL-Jumbo) et Giacomo Nizzolo (Trek-Segafredo).

## Étapes
| Étape     | Date    | Villes étapes                                       | type                         | Distance (km) | Vainqueur d'étape | Leader du classement général |
| --------- | ------- | --------------------------------------------------- | ---------------------------- | ------------- | ----------------- | ---------------------------- |
| 1re étape | 7 mars  | Lido di Camaiore – Lido di Camaiore                 | contre-la-montre par équipes | 21,5          | BMC Racing Team   | Damiano Caruso               |
| 2e étape  | 8 mars  | Camaiore – Follonica                                | étape de plaine              | 172           | Marcel Kittel     | Patrick Bevin                |
| 3e étape  | 9 mars  | Follonica – Trevi                                   | étape vallonnée              | 239           | Primož Roglič     | Geraint Thomas               |
| 4e étape  | 10 mars | Foligno – Sarnano                                   | étape de montagne            | 219           | Mikel Landa       | Damiano Caruso               |
| 5e étape  | 11 mars | Castelraimondo – Filottrano                         | étape vallonnée              | 178           | Adam Yates        | Michał Kwiatkowski           |
| 6e étape  | 12 mars | Numana – Fano                                       | étape vallonnée              | 153           | Marcel Kittel     | Michał Kwiatkowski           |
| 7e étape  | 13 mars | San Benedetto del Tronto – San Benedetto del Tronto | contre-la-montre individuel  | 10,05         | Rohan Dennis      | Michał Kwiatkowski           |

## Déroulement de la course

### 1reétape
La première étape est un contre-la-montre par équipes long de 21,5 kilomètres ayant pour départ et arrivée le hameau de Lido di Camaiore.
| \| Classement de l'étape \| Classement de l'étape \| Classement de l'étape \| Classement de l'étape \| Classement de l'étape \| Classement de l'étape \| \| Équipe \| Équipe \| Pays \| Temps \| Écart de temps \| Vitesse moy. \| \| --------------------- \| ---------------------------------------- \| --------------------- \| --------------------- \| --------------------- \| --------------------- \| \| 1re \| BMC Racing Team \| États-Unis \| 22 min 19 s \| 22 min 19 s \| 57.804 km/h \| \| 2e \| Mitchelton-Scott \| Australie \| 22 min 23 s \| + 4 s \| 57.632 km/h \| \| 3e \| Sky \| Royaume-Uni \| 22 min 28 s \| + 9 s \| 57.376 km/h \| \| 4e \| Quick-Step Floors \| Belgique \| 22 min 34 s \| + 15 s \| 57.164 km/h \| \| 5e \| Team Sunweb \| Allemagne \| 22 min 44 s \| + 25 s \| 56.745 km/h \| \| 6e \| Katusha-Alpecin \| Suisse \| 22 min 47 s \| + 28 s \| 56.620 km/h \| \| 7e \| Bora-Hansgrohe \| Allemagne \| 22 min 49 s \| + 30 s \| 56.538 km/h \| \| 8e \| Trek-Segafredo \| États-Unis \| 22 min 58 s \| + 39 s \| 56.168 km/h \| \| 9e \| UAE Team Emirates \| Émirats arabes unis \| 23 min 04 s \| + 45 s \| 55.925 km/h \| \| 10e \| EF Education First-Drapac p/b Cannondale \| États-Unis \| 23 min 04 s \| + 45 s \| 55.925 km/h \| |                                          |                     |             |                |              |
| |                                          |                     |             |                |              |
| |                                          |                     |             |                |              |
| Classement de l'étape |                                          |                     |             |                |              |
| Équipe | Équipe                                   | Pays                | Temps       | Écart de temps | Vitesse moy. |
| 1re | BMC Racing Team                          | États-Unis          | 22 min 19 s | 22 min 19 s    | 57.804 km/h  |
| 2e | Mitchelton-Scott                         | Australie           | 22 min 23 s | + 4 s          | 57.632 km/h  |
| 3e | Sky                                      | Royaume-Uni         | 22 min 28 s | + 9 s          | 57.376 km/h  |
| 4e | Quick-Step Floors                        | Belgique            | 22 min 34 s | + 15 s         | 57.164 km/h  |
| 5e | Team Sunweb                              | Allemagne           | 22 min 44 s | + 25 s         | 56.745 km/h  |
| 6e | Katusha-Alpecin                          | Suisse              | 22 min 47 s | + 28 s         | 56.620 km/h  |
| 7e | Bora-Hansgrohe                           | Allemagne           | 22 min 49 s | + 30 s         | 56.538 km/h  |
| 8e | Trek-Segafredo                           | États-Unis          | 22 min 58 s | + 39 s         | 56.168 km/h  |
| 9e | UAE Team Emirates                        | Émirats arabes unis | 23 min 04 s | + 45 s         | 55.925 km/h  |
| 10e | EF Education First-Drapac p/b Cannondale | États-Unis          | 23 min 04 s | + 45 s         | 55.925 km/h  |

| \| Classement général \| Classement général \| Classement général \| Classement général \| Classement général \| \| Coureur \| Coureur \| Pays \| Équipe \| Temps \| \| ------------------ \| -------------------- \| ------------------ \| ------------------ \| ------------------ \| \| 1er \| Damiano Caruso \| Italie \| BMC Racing Team \| 22 min 19 s \| \| 2e \| Rohan Dennis \| Australie \| BMC Racing Team \| + 0 s \| \| 3e \| Patrick Bevin \| Nouvelle-Zélande \| BMC Racing Team \| + 0 s \| \| 4e \| Greg Van Avermaet \| Belgique \| BMC Racing Team \| + 0 s \| \| 5e \| Luke Durbridge \| Australie \| Mitchelton-Scott \| + 4 s \| \| 6e \| Daryl Impey \| Afrique du Sud \| Mitchelton-Scott \| + 4 s \| \| 7e \| Adam Yates \| Royaume-Uni \| Mitchelton-Scott \| + 4 s \| \| 8e \| Michael Hepburn \| Australie \| Mitchelton-Scott \| + 4 s \| \| 9e \| Geraint Thomas \| Royaume-Uni \| Team Sky \| + 9 s \| \| 10e \| Jonathan Castroviejo \| Espagne \| Team Sky \| + 9 s \| |                      |                  |                  |             |
| |                      |                  |                  |             |
| |                      |                  |                  |             |
| Classement général |                      |                  |                  |             |
| Coureur | Coureur              | Pays             | Équipe           | Temps       |
| 1er | Damiano Caruso       | Italie           | BMC Racing Team  | 22 min 19 s |
| 2e | Rohan Dennis         | Australie        | BMC Racing Team  | + 0 s       |
| 3e | Patrick Bevin        | Nouvelle-Zélande | BMC Racing Team  | + 0 s       |
| 4e | Greg Van Avermaet    | Belgique         | BMC Racing Team  | + 0 s       |
| 5e | Luke Durbridge       | Australie        | Mitchelton-Scott | + 4 s       |
| 6e | Daryl Impey          | Afrique du Sud   | Mitchelton-Scott | + 4 s       |
| 7e | Adam Yates           | Royaume-Uni      | Mitchelton-Scott | + 4 s       |
| 8e | Michael Hepburn      | Australie        | Mitchelton-Scott | + 4 s       |
| 9e | Geraint Thomas       | Royaume-Uni      | Team Sky         | + 9 s       |
| 10e | Jonathan Castroviejo | Espagne          | Team Sky         | + 9 s       |

### 2eétape
| \| Classement de l'étape \| Classement de l'étape \| Classement de l'étape \| Classement de l'étape \| Classement de l'étape \| \| Coureur \| Coureur \| Pays \| Équipe \| Temps \| \| --------------------- \| --------------------- \| --------------------- \| ------------------------------- \| --------------------- \| \| 1er \| Marcel Kittel \| Allemagne \| Katusha-Alpecin \| 4 h 12 min 24 s \| \| 2e \| Peter Sagan \| Slovaquie \| Bora-Hansgrohe \| + 0 s \| \| 3e \| Giacomo Nizzolo \| Italie \| Trek-Segafredo \| + 0 s \| \| 4e \| Michał Kwiatkowski \| Pologne \| Team Sky \| + 0 s \| \| 5e \| Patrick Bevin \| Nouvelle-Zélande \| BMC Racing Team \| + 0 s \| \| 6e \| Jakub Mareczko \| Italie \| Wilier Triestina-Selle Italia \| + 0 s \| \| 7e \| Fernando Gaviria \| Colombie \| Quick-Step Floors \| + 0 s \| \| 8e \| Danny van Poppel \| Pays-Bas \| LottoNL-Jumbo \| + 0 s \| \| 9e \| Eduard-Michael Grosu \| Roumanie \| Nippo-Vini Fantini-Europa Ovini \| + 0 s \| \| 10e \| Simone Consonni \| Italie \| UAE Team Emirates \| + 0 s \| |                      |                  |                                 |                 |
| |                      |                  |                                 |                 |
| |                      |                  |                                 |                 |
| Classement de l'étape |                      |                  |                                 |                 |
| Coureur | Coureur              | Pays             | Équipe                          | Temps           |
| 1er | Marcel Kittel        | Allemagne        | Katusha-Alpecin                 | 4 h 12 min 24 s |
| 2e | Peter Sagan          | Slovaquie        | Bora-Hansgrohe                  | + 0 s           |
| 3e | Giacomo Nizzolo      | Italie           | Trek-Segafredo                  | + 0 s           |
| 4e | Michał Kwiatkowski   | Pologne          | Team Sky                        | + 0 s           |
| 5e | Patrick Bevin        | Nouvelle-Zélande | BMC Racing Team                 | + 0 s           |
| 6e | Jakub Mareczko       | Italie           | Wilier Triestina-Selle Italia   | + 0 s           |
| 7e | Fernando Gaviria     | Colombie         | Quick-Step Floors               | + 0 s           |
| 8e | Danny van Poppel     | Pays-Bas         | LottoNL-Jumbo                   | + 0 s           |
| 9e | Eduard-Michael Grosu | Roumanie         | Nippo-Vini Fantini-Europa Ovini | + 0 s           |
| 10e | Simone Consonni      | Italie           | UAE Team Emirates               | + 0 s           |

| \| Classement général \| Classement général \| Classement général \| Classement général \| Classement général \| \| Coureur \| Coureur \| Pays \| Équipe \| Temps \| \| ------------------ \| -------------------- \| ------------------ \| ------------------ \| ------------------ \| \| 1er \| Patrick Bevin \| Nouvelle-Zélande \| BMC Racing Team \| 4 h 34 min 43 s \| \| 2e \| Damiano Caruso \| Italie \| BMC Racing Team \| + 0 s \| \| 3e \| Greg Van Avermaet \| Belgique \| BMC Racing Team \| + 0 s \| \| 4e \| Rohan Dennis \| Australie \| BMC Racing Team \| + 0 s \| \| 5e \| Daryl Impey \| Afrique du Sud \| Mitchelton-Scott \| + 4 s \| \| 6e \| Michał Kwiatkowski \| Pologne \| Team Sky \| + 9 s \| \| 7e \| Geraint Thomas \| Royaume-Uni \| Team Sky \| + 9 s \| \| 8e \| Salvatore Puccio \| Italie \| Team Sky \| + 9 s \| \| 9e \| Christopher Froome \| Royaume-Uni \| Team Sky \| + 9 s \| \| 10e \| Jonathan Castroviejo \| Espagne \| Team Sky \| + 9 s \| |                      |                  |                  |                 |
| |                      |                  |                  |                 |
| |                      |                  |                  |                 |
| Classement général |                      |                  |                  |                 |
| Coureur | Coureur              | Pays             | Équipe           | Temps           |
| 1er | Patrick Bevin        | Nouvelle-Zélande | BMC Racing Team  | 4 h 34 min 43 s |
| 2e | Damiano Caruso       | Italie           | BMC Racing Team  | + 0 s           |
| 3e | Greg Van Avermaet    | Belgique         | BMC Racing Team  | + 0 s           |
| 4e | Rohan Dennis         | Australie        | BMC Racing Team  | + 0 s           |
| 5e | Daryl Impey          | Afrique du Sud   | Mitchelton-Scott | + 4 s           |
| 6e | Michał Kwiatkowski   | Pologne          | Team Sky         | + 9 s           |
| 7e | Geraint Thomas       | Royaume-Uni      | Team Sky         | + 9 s           |
| 8e | Salvatore Puccio     | Italie           | Team Sky         | + 9 s           |
| 9e | Christopher Froome   | Royaume-Uni      | Team Sky         | + 9 s           |
| 10e | Jonathan Castroviejo | Espagne          | Team Sky         | + 9 s           |

### 3eétape
| \| Classement de l'étape \| Classement de l'étape \| Classement de l'étape \| Classement de l'étape \| Classement de l'étape \| \| Coureur \| Coureur \| Pays \| Équipe \| Temps \| \| --------------------- \| --------------------- \| --------------------- \| ------------------------- \| --------------------- \| \| 1er \| Primož Roglič \| Slovénie \| LottoNL-Jumbo \| 6 h 17 min 23 s \| \| 2e \| Adam Yates \| Royaume-Uni \| Mitchelton-Scott \| + 3 s \| \| 3e \| Tiesj Benoot \| Belgique \| Lotto-Soudal \| + 6 s \| \| 4e \| Geraint Thomas \| Royaume-Uni \| Team Sky \| + 7 s \| \| 5e \| Rigoberto Urán \| Colombie \| EF Education First-Drapac \| + 10 s \| \| 6e \| Mikel Landa \| Espagne \| Movistar Team \| + 10 s \| \| 7e \| Gianni Moscon \| Italie \| Team Sky \| + 10 s \| \| 8e \| Romain Bardet \| France \| AG2R La Mondiale \| + 10 s \| \| 9e \| Wilco Kelderman \| Pays-Bas \| Team Sunweb \| + 10 s \| \| 10e \| Bob Jungels \| Luxembourg \| Quick-Step Floors \| + 10 s \| |                 |             |                           |                 |
| |                 |             |                           |                 |
| |                 |             |                           |                 |
| Classement de l'étape |                 |             |                           |                 |
| Coureur | Coureur         | Pays        | Équipe                    | Temps           |
| 1er | Primož Roglič   | Slovénie    | LottoNL-Jumbo             | 6 h 17 min 23 s |
| 2e | Adam Yates      | Royaume-Uni | Mitchelton-Scott          | + 3 s           |
| 3e | Tiesj Benoot    | Belgique    | Lotto-Soudal              | + 6 s           |
| 4e | Geraint Thomas  | Royaume-Uni | Team Sky                  | + 7 s           |
| 5e | Rigoberto Urán  | Colombie    | EF Education First-Drapac | + 10 s          |
| 6e | Mikel Landa     | Espagne     | Movistar Team             | + 10 s          |
| 7e | Gianni Moscon   | Italie      | Team Sky                  | + 10 s          |
| 8e | Romain Bardet   | France      | AG2R La Mondiale          | + 10 s          |
| 9e | Wilco Kelderman | Pays-Bas    | Team Sunweb               | + 10 s          |
| 10e | Bob Jungels     | Luxembourg  | Quick-Step Floors         | + 10 s          |

| \| Classement général \| Classement général \| Classement général \| Classement général \| Classement général \| \| Coureur \| Coureur \| Pays \| Équipe \| Temps \| \| ------------------ \| ------------------ \| ------------------ \| ------------------------- \| ------------------ \| \| 1er \| Geraint Thomas \| Royaume-Uni \| Team Sky \| 10 h 52 min 22 s \| \| 2e \| Greg Van Avermaet \| Belgique \| BMC Racing Team \| + 0 s \| \| 3e \| Christopher Froome \| Royaume-Uni \| Team Sky \| + 3 s \| \| 4e \| Damiano Caruso \| Italie \| BMC Racing Team \| + 8 s \| \| 5e \| Michał Kwiatkowski \| Pologne \| Team Sky \| + 9 s \| \| 6e \| Bob Jungels \| Luxembourg \| Quick-Step Floors \| + 9 s \| \| 7e \| Wilco Kelderman \| Pays-Bas \| Team Sunweb \| + 19 s \| \| 8e \| Davide Formolo \| Italie \| Bora-Hansgrohe \| + 30 s \| \| 9e \| Tom Dumoulin \| Pays-Bas \| Team Sunweb \| + 33 s \| \| 10e \| Rigoberto Urán \| Colombie \| EF Education First-Drapac \| + 39 s \| |                    |             |                           |                  |
| |                    |             |                           |                  |
| |                    |             |                           |                  |
| Classement général |                    |             |                           |                  |
| Coureur | Coureur            | Pays        | Équipe                    | Temps            |
| 1er | Geraint Thomas     | Royaume-Uni | Team Sky                  | 10 h 52 min 22 s |
| 2e | Greg Van Avermaet  | Belgique    | BMC Racing Team           | + 0 s            |
| 3e | Christopher Froome | Royaume-Uni | Team Sky                  | + 3 s            |
| 4e | Damiano Caruso     | Italie      | BMC Racing Team           | + 8 s            |
| 5e | Michał Kwiatkowski | Pologne     | Team Sky                  | + 9 s            |
| 6e | Bob Jungels        | Luxembourg  | Quick-Step Floors         | + 9 s            |
| 7e | Wilco Kelderman    | Pays-Bas    | Team Sunweb               | + 19 s           |
| 8e | Davide Formolo     | Italie      | Bora-Hansgrohe            | + 30 s           |
| 9e | Tom Dumoulin       | Pays-Bas    | Team Sunweb               | + 33 s           |
| 10e | Rigoberto Urán     | Colombie    | EF Education First-Drapac | + 39 s           |

### 4eétape
| \| Classement de l'étape \| Classement de l'étape \| Classement de l'étape \| Classement de l'étape \| Classement de l'étape \| \| Coureur \| Coureur \| Pays \| Équipe \| Temps \| \| --------------------- \| --------------------- \| --------------------- \| ------------------------- \| --------------------- \| \| 1er \| Mikel Landa \| Espagne \| Movistar Team \| 6 h 22 min 13 s \| \| 2e \| Rafał Majka \| Pologne \| Bora-Hansgrohe \| + 0 s \| \| 3e \| George Bennett \| Nouvelle-Zélande \| LottoNL-Jumbo \| + 0 s \| \| 4e \| Fabio Aru \| Italie \| UAE Team Emirates \| + 6 s \| \| 5e \| Ben Hermans \| Belgique \| Israel Cycling Academy \| + 6 s \| \| 6e \| Tiesj Benoot \| Belgique \| Lotto-Soudal \| + 6 s \| \| 7e \| Romain Bardet \| France \| AG2R La Mondiale \| + 6 s \| \| 8e \| Wilco Kelderman \| Pays-Bas \| Team Sunweb \| + 6 s \| \| 9e \| Adam Yates \| Royaume-Uni \| Mitchelton-Scott \| + 6 s \| \| 10e \| Rigoberto Urán \| Colombie \| EF Education First-Drapac \| + 6 s \| |                 |                  |                           |                 |
| |                 |                  |                           |                 |
| |                 |                  |                           |                 |
| Classement de l'étape |                 |                  |                           |                 |
| Coureur | Coureur         | Pays             | Équipe                    | Temps           |
| 1er | Mikel Landa     | Espagne          | Movistar Team             | 6 h 22 min 13 s |
| 2e | Rafał Majka     | Pologne          | Bora-Hansgrohe            | + 0 s           |
| 3e | George Bennett  | Nouvelle-Zélande | LottoNL-Jumbo             | + 0 s           |
| 4e | Fabio Aru       | Italie           | UAE Team Emirates         | + 6 s           |
| 5e | Ben Hermans     | Belgique         | Israel Cycling Academy    | + 6 s           |
| 6e | Tiesj Benoot    | Belgique         | Lotto-Soudal              | + 6 s           |
| 7e | Romain Bardet   | France           | AG2R La Mondiale          | + 6 s           |
| 8e | Wilco Kelderman | Pays-Bas         | Team Sunweb               | + 6 s           |
| 9e | Adam Yates      | Royaume-Uni      | Mitchelton-Scott          | + 6 s           |
| 10e | Rigoberto Urán  | Colombie         | EF Education First-Drapac | + 6 s           |

| \| Classement général \| Classement général \| Classement général \| Classement général \| Classement général \| \| Coureur \| Coureur \| Pays \| Équipe \| Temps \| \| ------------------ \| ------------------ \| ------------------ \| ------------------------- \| ------------------ \| \| 1er \| Damiano Caruso \| Italie \| BMC Racing Team \| 17 h 14 min 49 s \| \| 2e \| Michał Kwiatkowski \| Pologne \| Team Sky \| + 1 s \| \| 3e \| Wilco Kelderman \| Pays-Bas \| Team Sunweb \| + 11 s \| \| 4e \| Mikel Landa \| Espagne \| Movistar Team \| + 20 s \| \| 5e \| Geraint Thomas \| Royaume-Uni \| Team Sky \| + 26 s \| \| 6e \| Rigoberto Urán \| Colombie \| EF Education First-Drapac \| + 31 s \| \| 7e \| George Bennett \| Nouvelle-Zélande \| LottoNL-Jumbo \| + 33 s \| \| 8e \| Davide Formolo \| Italie \| Bora-Hansgrohe \| + 34 s \| \| 9e \| Tiesj Benoot \| Belgique \| Lotto-Soudal \| + 36 s \| \| 10e \| Domenico Pozzovivo \| Italie \| Bahrain-Merida \| + 41 s \| |                    |                  |                           |                  |
| |                    |                  |                           |                  |
| |                    |                  |                           |                  |
| Classement général |                    |                  |                           |                  |
| Coureur | Coureur            | Pays             | Équipe                    | Temps            |
| 1er | Damiano Caruso     | Italie           | BMC Racing Team           | 17 h 14 min 49 s |
| 2e | Michał Kwiatkowski | Pologne          | Team Sky                  | + 1 s            |
| 3e | Wilco Kelderman    | Pays-Bas         | Team Sunweb               | + 11 s           |
| 4e | Mikel Landa        | Espagne          | Movistar Team             | + 20 s           |
| 5e | Geraint Thomas     | Royaume-Uni      | Team Sky                  | + 26 s           |
| 6e | Rigoberto Urán     | Colombie         | EF Education First-Drapac | + 31 s           |
| 7e | George Bennett     | Nouvelle-Zélande | LottoNL-Jumbo             | + 33 s           |
| 8e | Davide Formolo     | Italie           | Bora-Hansgrohe            | + 34 s           |
| 9e | Tiesj Benoot       | Belgique         | Lotto-Soudal              | + 36 s           |
| 10e | Domenico Pozzovivo | Italie           | Bahrain-Merida            | + 41 s           |

### 5eétape
| \| Classement de l'étape \| Classement de l'étape \| Classement de l'étape \| Classement de l'étape \| Classement de l'étape \| \| Coureur \| Coureur \| Pays \| Équipe \| Temps \| \| --------------------- \| --------------------- \| --------------------- \| ------------------------- \| --------------------- \| \| 1er \| Adam Yates \| Royaume-Uni \| Mitchelton-Scott \| 4 h 16 min 35 s \| \| 2e \| Peter Sagan \| Slovaquie \| Bora-Hansgrohe \| + 7 s \| \| 3e \| Michał Kwiatkowski \| Pologne \| Team Sky \| + 7 s \| \| 4e \| Tiesj Benoot \| Belgique \| Lotto-Soudal \| + 7 s \| \| 5e \| Rigoberto Urán \| Colombie \| EF Education First-Drapac \| + 7 s \| \| 6e \| Geraint Thomas \| Royaume-Uni \| Team Sky \| + 7 s \| \| 7e \| Mikel Landa \| Espagne \| Movistar Team \| + 7 s \| \| 8e \| Jaime Rosón \| Espagne \| Movistar Team \| + 7 s \| \| 9e \| Romain Bardet \| France \| AG2R La Mondiale \| + 7 s \| \| 10e \| Damiano Caruso \| Italie \| BMC Racing Team \| + 7 s \| |                    |             |                           |                 |
| |                    |             |                           |                 |
| |                    |             |                           |                 |
| Classement de l'étape |                    |             |                           |                 |
| Coureur | Coureur            | Pays        | Équipe                    | Temps           |
| 1er | Adam Yates         | Royaume-Uni | Mitchelton-Scott          | 4 h 16 min 35 s |
| 2e | Peter Sagan        | Slovaquie   | Bora-Hansgrohe            | + 7 s           |
| 3e | Michał Kwiatkowski | Pologne     | Team Sky                  | + 7 s           |
| 4e | Tiesj Benoot       | Belgique    | Lotto-Soudal              | + 7 s           |
| 5e | Rigoberto Urán     | Colombie    | EF Education First-Drapac | + 7 s           |
| 6e | Geraint Thomas     | Royaume-Uni | Team Sky                  | + 7 s           |
| 7e | Mikel Landa        | Espagne     | Movistar Team             | + 7 s           |
| 8e | Jaime Rosón        | Espagne     | Movistar Team             | + 7 s           |
| 9e | Romain Bardet      | France      | AG2R La Mondiale          | + 7 s           |
| 10e | Damiano Caruso     | Italie      | BMC Racing Team           | + 7 s           |

| \| Classement général \| Classement général \| Classement général \| Classement général \| Classement général \| \| Coureur \| Coureur \| Pays \| Équipe \| Temps \| \| ------------------ \| ------------------ \| ------------------ \| ------------------------- \| ------------------ \| \| 1er \| Michał Kwiatkowski \| Pologne \| Team Sky \| 21 h 31 min 28 s \| \| 2e \| Damiano Caruso \| Italie \| BMC Racing Team \| + 3 s \| \| 3e \| Mikel Landa \| Espagne \| Movistar Team \| + 23 s \| \| 4e \| Geraint Thomas \| Royaume-Uni \| Team Sky \| + 29 s \| \| 5e \| Rigoberto Urán \| Colombie \| EF Education First-Drapac \| + 34 s \| \| 6e \| Adam Yates \| Royaume-Uni \| Mitchelton-Scott \| + 36 s \| \| 7e \| Davide Formolo \| Italie \| Bora-Hansgrohe \| + 37 s \| \| 8e \| Tiesj Benoot \| Belgique \| Lotto-Soudal \| + 39 s \| \| 9e \| George Bennett \| Nouvelle-Zélande \| LottoNL-Jumbo \| + 41 s \| \| 10e \| Jaime Rosón \| Espagne \| Movistar Team \| + 47 s \| |                    |                  |                           |                  |
| |                    |                  |                           |                  |
| |                    |                  |                           |                  |
| Classement général |                    |                  |                           |                  |
| Coureur | Coureur            | Pays             | Équipe                    | Temps            |
| 1er | Michał Kwiatkowski | Pologne          | Team Sky                  | 21 h 31 min 28 s |
| 2e | Damiano Caruso     | Italie           | BMC Racing Team           | + 3 s            |
| 3e | Mikel Landa        | Espagne          | Movistar Team             | + 23 s           |
| 4e | Geraint Thomas     | Royaume-Uni      | Team Sky                  | + 29 s           |
| 5e | Rigoberto Urán     | Colombie         | EF Education First-Drapac | + 34 s           |
| 6e | Adam Yates         | Royaume-Uni      | Mitchelton-Scott          | + 36 s           |
| 7e | Davide Formolo     | Italie           | Bora-Hansgrohe            | + 37 s           |
| 8e | Tiesj Benoot       | Belgique         | Lotto-Soudal              | + 39 s           |
| 9e | George Bennett     | Nouvelle-Zélande | LottoNL-Jumbo             | + 41 s           |
| 10e | Jaime Rosón        | Espagne          | Movistar Team             | + 47 s           |

### 6eétape
| \| Classement de l'étape \| Classement de l'étape \| Classement de l'étape \| Classement de l'étape \| Classement de l'étape \| \| Coureur \| Coureur \| Pays \| Équipe \| Temps \| \| --------------------- \| --------------------- \| --------------------- \| ------------------------------- \| --------------------- \| \| 1er \| Marcel Kittel \| Allemagne \| Katusha-Alpecin \| 3 h 49 min 54 s \| \| 2e \| Peter Sagan \| Slovaquie \| Bora-Hansgrohe \| + 0 s \| \| 3e \| Maximiliano Richeze \| Argentine \| Quick-Step Floors \| + 0 s \| \| 4e \| Sacha Modolo \| Italie \| EF Education First-Drapac \| + 0 s \| \| 5e \| Zdeněk Štybar \| Tchéquie \| Quick-Step Floors \| + 0 s \| \| 6e \| Jens Debusschere \| Belgique \| Lotto-Soudal \| + 0 s \| \| 7e \| Marco Canola \| Italie \| Nippo-Vini Fantini-Europa Ovini \| + 0 s \| \| 8e \| Simone Consonni \| Italie \| UAE Team Emirates \| + 0 s \| \| 9e \| Eduard-Michael Grosu \| Roumanie \| Nippo-Vini Fantini-Europa Ovini \| + 0 s \| \| 10e \| Rick Zabel \| Allemagne \| Katusha-Alpecin \| + 0 s \| |                      |           |                                 |                 |
| |                      |           |                                 |                 |
| |                      |           |                                 |                 |
| Classement de l'étape |                      |           |                                 |                 |
| Coureur | Coureur              | Pays      | Équipe                          | Temps           |
| 1er | Marcel Kittel        | Allemagne | Katusha-Alpecin                 | 3 h 49 min 54 s |
| 2e | Peter Sagan          | Slovaquie | Bora-Hansgrohe                  | + 0 s           |
| 3e | Maximiliano Richeze  | Argentine | Quick-Step Floors               | + 0 s           |
| 4e | Sacha Modolo         | Italie    | EF Education First-Drapac       | + 0 s           |
| 5e | Zdeněk Štybar        | Tchéquie  | Quick-Step Floors               | + 0 s           |
| 6e | Jens Debusschere     | Belgique  | Lotto-Soudal                    | + 0 s           |
| 7e | Marco Canola         | Italie    | Nippo-Vini Fantini-Europa Ovini | + 0 s           |
| 8e | Simone Consonni      | Italie    | UAE Team Emirates               | + 0 s           |
| 9e | Eduard-Michael Grosu | Roumanie  | Nippo-Vini Fantini-Europa Ovini | + 0 s           |
| 10e | Rick Zabel           | Allemagne | Katusha-Alpecin                 | + 0 s           |

| \| Classement général \| Classement général \| Classement général \| Classement général \| Classement général \| \| Coureur \| Coureur \| Pays \| Équipe \| Temps \| \| ------------------ \| ------------------ \| ------------------ \| ------------------------- \| ------------------ \| \| 1er \| Michał Kwiatkowski \| Pologne \| Team Sky \| 25 h 21 min 22 s \| \| 2e \| Damiano Caruso \| Italie \| BMC Racing Team \| + 3 s \| \| 3e \| Mikel Landa \| Espagne \| Movistar Team \| + 23 s \| \| 4e \| Geraint Thomas \| Royaume-Uni \| Team Sky \| + 29 s \| \| 5e \| Rigoberto Urán \| Colombie \| EF Education First-Drapac \| + 34 s \| \| 6e \| Adam Yates \| Royaume-Uni \| Mitchelton-Scott \| + 36 s \| \| 7e \| Davide Formolo \| Italie \| Bora-Hansgrohe \| + 37 s \| \| 8e \| Tiesj Benoot \| Belgique \| Lotto-Soudal \| + 39 s \| \| 9e \| George Bennett \| Nouvelle-Zélande \| LottoNL-Jumbo \| + 41 s \| \| 10e \| Jaime Rosón \| Espagne \| Movistar Team \| + 47 s \| |                    |                  |                           |                  |
| |                    |                  |                           |                  |
| |                    |                  |                           |                  |
| Classement général |                    |                  |                           |                  |
| Coureur | Coureur            | Pays             | Équipe                    | Temps            |
| 1er | Michał Kwiatkowski | Pologne          | Team Sky                  | 25 h 21 min 22 s |
| 2e | Damiano Caruso     | Italie           | BMC Racing Team           | + 3 s            |
| 3e | Mikel Landa        | Espagne          | Movistar Team             | + 23 s           |
| 4e | Geraint Thomas     | Royaume-Uni      | Team Sky                  | + 29 s           |
| 5e | Rigoberto Urán     | Colombie         | EF Education First-Drapac | + 34 s           |
| 6e | Adam Yates         | Royaume-Uni      | Mitchelton-Scott          | + 36 s           |
| 7e | Davide Formolo     | Italie           | Bora-Hansgrohe            | + 37 s           |
| 8e | Tiesj Benoot       | Belgique         | Lotto-Soudal              | + 39 s           |
| 9e | George Bennett     | Nouvelle-Zélande | LottoNL-Jumbo             | + 41 s           |
| 10e | Jaime Rosón        | Espagne          | Movistar Team             | + 47 s           |

### 7eétape
| \| Classement de l'étape \| Classement de l'étape \| Classement de l'étape \| Classement de l'étape \| Classement de l'étape \| \| Coureur \| Coureur \| Pays \| Équipe \| Temps \| \| --------------------- \| --------------------- \| --------------------- \| --------------------- \| --------------------- \| \| 1er \| Rohan Dennis \| Australie \| BMC Racing Team \| 11 min 14 s \| \| 2e \| Jos van Emden \| Pays-Bas \| LottoNL-Jumbo \| + 4 s \| \| 3e \| Jonathan Castroviejo \| Espagne \| Team Sky \| + 8 s \| \| 4e \| Mads Pedersen \| Danemark \| Trek-Segafredo \| + 8 s \| \| 5e \| Gianni Moscon \| Italie \| Team Sky \| + 12 s \| \| 6e \| Michael Hepburn \| Australie \| Mitchelton-Scott \| + 13 s \| \| 7e \| Jack Bauer \| Nouvelle-Zélande \| Mitchelton-Scott \| + 13 s \| \| 8e \| Luke Durbridge \| Australie \| Mitchelton-Scott \| + 17 s \| \| 9e \| Primož Roglič \| Slovénie \| LottoNL-Jumbo \| + 18 s \| \| 10e \| Vasil Kiryienka \| Biélorussie \| Team Sky \| + 18 s \| |                      |                  |                  |             |
| |                      |                  |                  |             |
| |                      |                  |                  |             |
| Classement de l'étape |                      |                  |                  |             |
| Coureur | Coureur              | Pays             | Équipe           | Temps       |
| 1er | Rohan Dennis         | Australie        | BMC Racing Team  | 11 min 14 s |
| 2e | Jos van Emden        | Pays-Bas         | LottoNL-Jumbo    | + 4 s       |
| 3e | Jonathan Castroviejo | Espagne          | Team Sky         | + 8 s       |
| 4e | Mads Pedersen        | Danemark         | Trek-Segafredo   | + 8 s       |
| 5e | Gianni Moscon        | Italie           | Team Sky         | + 12 s      |
| 6e | Michael Hepburn      | Australie        | Mitchelton-Scott | + 13 s      |
| 7e | Jack Bauer           | Nouvelle-Zélande | Mitchelton-Scott | + 13 s      |
| 8e | Luke Durbridge       | Australie        | Mitchelton-Scott | + 17 s      |
| 9e | Primož Roglič        | Slovénie         | LottoNL-Jumbo    | + 18 s      |
| 10e | Vasil Kiryienka      | Biélorussie      | Team Sky         | + 18 s      |

## Classements finals

### Classement général final
| \| Classement général \| Classement général \| Classement général \| Classement général \| Classement général \| \| Coureur \| Coureur \| Pays \| Équipe \| Temps \| \| ------------------ \| ------------------ \| ------------------ \| ------------------------- \| ------------------ \| \| 1er \| Michał Kwiatkowski \| Pologne \| Team Sky \| 25 h 32 min 56 s \| \| 2e \| Damiano Caruso \| Italie \| BMC Racing Team \| + 24 s \| \| 3e \| Geraint Thomas \| Royaume-Uni \| Team Sky \| + 32 s \| \| 4e \| Tiesj Benoot \| Belgique \| Lotto-Soudal \| + 1 min 06 s \| \| 5e \| Adam Yates \| Royaume-Uni \| Mitchelton-Scott \| + 1 min 10 s \| \| 6e \| Mikel Landa \| Espagne \| Movistar Team \| + 1 min 13 s \| \| 7e \| Davide Formolo \| Italie \| Bora-Hansgrohe \| + 1 min 15 s \| \| 8e \| Jaime Rosón \| Espagne \| Movistar Team \| + 1 min 15 s \| \| 9e \| George Bennett \| Nouvelle-Zélande \| LottoNL-Jumbo \| + 1 min 16 s \| \| 10e \| Rigoberto Urán \| Colombie \| EF Education First-Drapac \| + 1 min 22 s \| |                    |                  |                           |                  |
| |                    |                  |                           |                  |
| Source : ProCyclingStats |                    |                  |                           |                  |
| Classement général |                    |                  |                           |                  |
| Coureur | Coureur            | Pays             | Équipe                    | Temps            |
| 1er | Michał Kwiatkowski | Pologne          | Team Sky                  | 25 h 32 min 56 s |
| 2e | Damiano Caruso     | Italie           | BMC Racing Team           | + 24 s           |
| 3e | Geraint Thomas     | Royaume-Uni      | Team Sky                  | + 32 s           |
| 4e | Tiesj Benoot       | Belgique         | Lotto-Soudal              | + 1 min 06 s     |
| 5e | Adam Yates         | Royaume-Uni      | Mitchelton-Scott          | + 1 min 10 s     |
| 6e | Mikel Landa        | Espagne          | Movistar Team             | + 1 min 13 s     |
| 7e | Davide Formolo     | Italie           | Bora-Hansgrohe            | + 1 min 15 s     |
| 8e | Jaime Rosón        | Espagne          | Movistar Team             | + 1 min 15 s     |
| 9e | George Bennett     | Nouvelle-Zélande | LottoNL-Jumbo             | + 1 min 16 s     |
| 10e | Rigoberto Urán     | Colombie         | EF Education First-Drapac | + 1 min 22 s     |

### Classements annexes

#### Classement par points
| Classement par points | Classement par points | Classement par points | Classement par points         | Classement par points |
| Coureur               | Coureur               | Pays                  | Équipe                        | Points                |
| --------------------- | --------------------- | --------------------- | ----------------------------- | --------------------- |
| 1er                   | Jacopo Mosca          | Italie                | Wilier Triestina-Selle Italia | 33 pts                |
| 2e                    | Peter Sagan           | Slovaquie             | Bora-Hansgrohe                | 30 pts                |
| 3e                    | Marcel Kittel         | Allemagne             | Katusha-Alpecin               | 24 pts                |
| 4e                    | Adam Yates            | Royaume-Uni           | Mitchelton-Scott              | 24 pts                |
| 5e                    | Mikel Landa           | Espagne               | Movistar Team                 | 21 pts                |
| 6e                    | Tiesj Benoot          | Belgique              | Lotto-Soudal                  | 20 pts                |
| 7e                    | Michał Kwiatkowski    | Pologne               | Team Sky                      | 16 pts                |
| 8e                    | Primož Roglič         | Slovénie              | LottoNL-Jumbo                 | 14 pts                |
| 9e                    | Rigoberto Urán        | Colombie              | EF Education First-Drapac     | 13 pts                |
| 10e                   | Rohan Dennis          | Australie             | BMC Racing Team               | 12 pts                |

#### Classement par équipes
| Classement par équipes | Classement par équipes                   | Classement par équipes | Classement par équipes |
| Équipe                 | Équipe                                   | Pays                   | Temps                  |
| ---------------------- | ---------------------------------------- | ---------------------- | ---------------------- |
| 1re                    | Astana                                   | Kazakhstan             | 76 h 02 min 04 s       |
| 2e                     | Sky                                      | Royaume-Uni            | + 39 s                 |
| 3e                     | Bahrain-Merida                           | Bahreïn                | + 43 s                 |
| 4e                     | Bora-Hansgrohe                           | Allemagne              | + 1 min 41 s           |
| 5e                     | UAE Team Emirates                        | Émirats arabes unis    | + 2 min 52 s           |
| 6e                     | Katusha-Alpecin                          | Suisse                 | + 4 min 55 s           |
| 7e                     | Movistar Team                            | Espagne                | + 9 min 02 s           |
| 8e                     | Quick-Step Floors                        | Belgique               | + 9 min 16 s           |
| 9e                     | BMC Racing Team                          | États-Unis             | + 16 min 29 s          |
| 10e                    | EF Education First-Drapac p/b Cannondale | États-Unis             | + 20 min 00 s          |

### Classements UCI
Le Tirreno-Adriatico attribue le même nombre des points pour l'UCI World Tour 2018 (uniquement pour les coureurs membres d'équipes World Tour) et le Classement mondial UCI (pour tous les coureurs).
| Position           | 1er | 2e  | 3e  | 4e  | 5e  | 6e  | 7e  | 8e  | 9e  | 10e | 11e | 12e | 13e | 14e | 15e | 16e à 20e | 21e à 30e | 31e à 50e | 51e à 55e | 56e à 60e |
| Classement général | 500 | 400 | 325 | 275 | 225 | 175 | 150 | 125 | 100 | 80  | 70  | 60  | 50  | 40  | 35  | 30        | 20        | 10        | 5         | 3         |
| Par étapes         | 60  | 25  | 10  |     |     |     |     |     |     |     |     |     |     |     |     |           |           |           |           |           |
| Leader             | 10  |     |     |     |     |     |     |     |     |     |     |     |     |     |     |           |           |           |           |           |

| Rang | Coureur            | Équipe           | Général | Etape | Leader | Total  |
| ---- | ------------------ | ---------------- | ------- | ----- | ------ | ------ |
| 1er  | Michał Kwiatkowski | Sky              | 500     | 11.43 |        | 511.43 |
| 2e   | Damiano Caruso     | BMC Racing       | 400     | 8.57  | 10     | 418.57 |
| 3e   | Geraint Thomas     | Sky              | 325     | 1.43  | 10     | 336.43 |
| 4e   | Adam Yates         | Mitchelton-Scott | 225     | 88.57 |        | 313.57 |
| 5e   | Tiesj Benoot       | Lotto-Soudal     | 275     | 10    |        | 285    |
| 6e   | Mikel Landa        | Movistar         | 175     | 60    |        | 235    |
| 7e   | Davide Formolo     | Bora-Hansgrohe   | 150     |       |        | 150    |
| 8e   | Jaime Rosón        | Movistar         | 125     |       |        | 125    |
| 9e   | Marcel Kittel      | Katusha-Alpecin  |         | 120   |        | 120    |
| 10e  | George Bennett     | Lotto NL-Jumbo   | 100     |       |        | 100    |

#### Classements UCI World Tour à l'issue de la course
En gagnant Tirreno-Adriatico, Michał Kwiatkowski passe à la quatrième place du classement individuel du World Tour. Damiano Caruso et Tiesj Benoot, respectivement deuxième et quatrième de la course, sont désormais neuvième et deuxième de ce classement. Mitchelton-Scott reste en tête du classement par équipes, devant Sky et BMC.
| Rang | Coureur            | Équipe            | Points |
| ---- | ------------------ | ----------------- | ------ |
| 1er  | Daryl Impey        | Mitchelton-Scott  | 813.57 |
| 2e   | Tiesj Benoot       | Lotto-Soudal      | 586    |
| 3e   | Marc Soler         | Movistar          | 545    |
| 4e   | Michał Kwiatkowski | Sky               | 543.43 |
| 5e   | Alejandro Valverde | Movistar          | 515    |
| 6e   | Gorka Izagirre     | Bahrain-Merida    | 500    |
| 7e   | Simon Yates        | Mitchelton-Scott  | 470    |
| 8e   | Richie Porte       | BMC Racing        | 460    |
| 9e   | Damiano Caruso     | BMC Racing        | 433.47 |
| 10e  | Dries Devenyns     | Quick-Step Floors | 400    |

| Rang | Équipe            | Points  |
| ---- | ----------------- | ------- |
| 1er  | Mitchelton-Scott  | 2055.99 |
| 2e   | Sky               | 1836.01 |
| 3e   | BMC Racing        | 1619.99 |
| 4e   | Movistar          | 1598    |
| 5e   | Bora-Hansgrohe    | 1538    |
| 6e   | Quick-Step Floors | 1496    |
| 7e   | Bahrain-Merida    | 1343    |
| 8e   | Lotto-Soudal      | 1153    |
| 9e   | Astana            | 1031    |
| 10e  | AG2R La Mondiale  | 821     |

## Évolution des classements
| Étape              | Vainqueur          | Classement général | Classement par points | Classement de la montagne | Classement du meilleur jeune | Classement par équipes |
| ------------------ | ------------------ | ------------------ | --------------------- | ------------------------- | ---------------------------- | ---------------------- |
| 1                  | BMC Racing         | Damiano Caruso     | Non décerné           | Non décerné               | Fernando Gaviria             | BMC Racing             |
| 2                  | Marcel Kittel      | Patrick Bevin      | Marcel Kittel         | Nicola Bagioli            | Fernando Gaviria             | BMC Racing             |
| 3                  | Primož Roglič      | Geraint Thomas     | Jacopo Mosca          | Nicola Bagioli            | Jaime Rosón                  | Sky                    |
| 4                  | Mikel Landa        | Damiano Caruso     | Jacopo Mosca          | Nicola Bagioli            | Tiesj Benoot                 | Sky                    |
| 5                  | Adam Yates         | Michał Kwiatkowski | Jacopo Mosca          | Nicola Bagioli            | Tiesj Benoot                 | Astana                 |
| 6                  | Marcel Kittel      | Michał Kwiatkowski | Jacopo Mosca          | Nicola Bagioli            | Tiesj Benoot                 | Astana                 |
| 7                  | Rohan Dennis       | Michał Kwiatkowski | Jacopo Mosca          | Nicola Bagioli            | Tiesj Benoot                 | Astana                 |
| Classements finals | Classements finals | Michał Kwiatkowski | Jacopo Mosca          | Nicola Bagioli            | Tiesj Benoot                 | Astana                 |

## Liste des participants
- Liste de départ complète

| Légende                             | Légende                                                                                                  | Légende                                | Légende                                                                                                  |
| ----------------------------------- | --- | -------------------------------------- | --- |
| Num                                 | Dossard de départ porté par le coureur sur ce Tirreno-Adriatico                                          | Pos                                    | Position finale au classement général                                                                    |
| Leader du classement général        | Indique le vainqueur du classement général                                                               | Leader du classement par points        | Indique le vainqueur du classement par points                                                            |
| Leader du classement de la montagne | Indique le vainqueur du classement de la montagne                                                        | Leader du classement du meilleur jeune | Indique le vainqueur du classement du meilleur jeune                                                     |
|                                     | Indique un maillot de champion national ou mondial, suivi de sa spécialité                               | #                                      | Indique la meilleure équipe                                                                              |
| NP                                  | Indique un coureur qui n'a pas pris le départ d'une étape, suivi du numéro de l'étape où il s'est retiré | AB                                     | Indique un coureur qui n'a pas terminé une étape, suivi du numéro de l'étape où il s'est retiré          |
| HD                                  | Indique un coureur qui a terminé une étape hors des délais, suivi du numéro de l'étape                   | *                                      | Indique un coureur en lice pour le classement du meilleur jeune (coureurs nés après le 1er janvier 1993) |

| Bora-Hansgrohe BOH                   | Bora-Hansgrohe BOH             | Bora-Hansgrohe BOH |
| ------------------------------------ | ------------------------------ | ------------------ |
| Num                                  | Coureur                        | Pos                |
| 1                                    | Peter Sagan (SVK) (Route)      | 43e                |
| 2                                    | Maciej Bodnar (POL)            | 126e               |
| 3                                    | Marcus Burghardt (GER) (Route) | 72e                |
| 4                                    | Davide Formolo (ITA)           | 7e                 |
| 5                                    | Leopold König (CZE)            | NP-6               |
| 6                                    | Rafał Majka (POL)              | 37e                |
| 7                                    | Daniel Oss (ITA)               | 52e                |
| Directeur sportif : Enrico Poitschke |                                |                    |

| AG2R La Mondiale ALM              | AG2R La Mondiale ALM    | AG2R La Mondiale ALM |
| --------------------------------- | ----------------------- | -------------------- |
| Num                               | Coureur                 | Pos                  |
| 11                                | Romain Bardet (FRA)     | 13e                  |
| 12                                | Julien Duval (FRA)      | 103e                 |
| 13                                | Mathias Frank (SUI)     | 36e                  |
| 14                                | Alexandre Geniez (FRA)  | 90e                  |
| 15                                | Alexis Gougeard (FRA)   | 84e                  |
| 16                                | Matteo Montaguti (ITA)  | AB-4                 |
| 17                                | Clément Venturini (FRA) | 83e                  |
| Directeur sportif : Didier Jannel |                         |                      |

| Astana AST                          | Astana AST               | Astana AST |
| ----------------------------------- | ------------------------ | ---------- |
| Num                                 | Coureur                  | Pos        |
| 21                                  | Miguel Ángel López (COL) | 16e        |
| 22                                  | Dario Cataldo (ITA)      | 69e        |
| 23                                  | Oscar Gatto (ITA)        | 74e        |
| 24                                  | Tanel Kangert (EST)      | 35e        |
| 25                                  | Alexey Lutsenko (KAZ)    | 15e        |
| 26                                  | Andriy Grivko (UKR)      | 62e        |
| 27                                  | Davide Villella (ITA)    | 31e        |
| Directeur sportif : Alexandr Shefer |                          |            |

| Bahrain-Merida TBM                | Bahrain-Merida TBM         | Bahrain-Merida TBM |
| --------------------------------- | -------------------------- | ------------------ |
| Num                               | Coureur                    | Pos                |
| 31                                | Vincenzo Nibali (ITA)      | 11e                |
| 32                                | Sonny Colbrelli (ITA)      | NP-7               |
| 33                                | Kristjan Koren (SLO)       | 59e                |
| 34                                | Ramūnas Navardauskas (LTU) | AB-6               |
| 35                                | Franco Pellizotti (ITA)    | 56e                |
| 36                                | Domenico Pozzovivo (ITA)   | 14e                |
| 37                                | Kanstantsin Siutsou (BLR)  | 23e                |
| Directeur sportif : Alberto Volpi |                            |                    |

| BMC Racing BMC                          | BMC Racing BMC           | BMC Racing BMC |
| --------------------------------------- | ------------------------ | -------------- |
| Num                                     | Coureur                  | Pos            |
| 41                                      | Greg Van Avermaet (BEL)  | 20e            |
| 42                                      | Alberto Bettiol (ITA)    | 89e            |
| 43                                      | Patrick Bevin (NZL)      | 102e           |
| 44                                      | Damiano Caruso (ITA)     | 2e             |
| 45                                      | Rohan Dennis (AUS) (Clm) | 79e            |
| 46                                      | Stefan Küng (SUI) (Clm)  | 106e           |
| 47                                      | Michael Schär (SUI)      | 60e            |
| Directeur sportif : Maximilian Sciandri |                          |                |

| Groupama-FDJ GFC                  | Groupama-FDJ GFC         | Groupama-FDJ GFC |
| --------------------------------- | ------------------------ | ---------------- |
| Num                               | Coureur                  | Pos              |
| 51                                | Davide Cimolai (ITA)     | 57e              |
| 52                                | Antoine Duchesne (CAN)   | 61e              |
| 53                                | Daniel Hoelgaard (NOR)   | 91e              |
| 54                                | Matthieu Ladagnous (FRA) | 41e              |
| 55                                | Steve Morabito (SUI)     | 30e              |
| 56                                | Marc Sarreau (FRA)       | 125e             |
| 57                                | Benoît Vaugrenard (FRA)  | 105e             |
| Directeur sportif : Franck Pineau |                          |                  |

| Gazprom-RusVelo GAZ              | Gazprom-RusVelo GAZ       | Gazprom-RusVelo GAZ |
| -------------------------------- | ------------------------- | ------------------- |
| Num                              | Coureur                   | Pos                 |
| 61                               | Sergey Firsanov (RUS)     | 26e                 |
| 62                               | Igor Boev (RUS)           | 133e                |
| 63                               | Nikolay Cherkasov (RUS)   | 73e                 |
| 64                               | Alexander Foliforov (RUS) | 98e                 |
| 65                               | Stepan Kurianov (RUS)     | 112e                |
| 66                               | Artem Nych (RUS)          | 129e                |
| 67                               | Aleksandr Vlasov (RUS)    | 67e                 |
| Directeur sportif : Paolo Rosola |                           |                     |

| Israel Cycling Academy ICA          | Israel Cycling Academy ICA | Israel Cycling Academy ICA |
| ----------------------------------- | -------------------------- | -------------------------- |
| Num                                 | Coureur                    | Pos                        |
| 71                                  | Guillaume Boivin (CAN)     | 97e                        |
| 72                                  | Dennis van Winden (NED)    | 123e                       |
| 73                                  | Ben Hermans (BEL)          | AB-6                       |
| 74                                  | August Jensen (NOR)        | 100e                       |
| 75                                  | Krists Neilands (LAT)      | 93e                        |
| 76                                  | Kristian Sbaragli (ITA)    | 119e                       |
| 77                                  | Guy Sagiv (ISR) (Clm)      | 134e                       |
| Directeur sportif : Kjell Carlström |                            |                            |

| Lotto-Soudal LTS                | Lotto-Soudal LTS               | Lotto-Soudal LTS |
| ------------------------------- | ------------------------------ | ---------------- |
| Num                             | Coureur                        | Pos              |
| 81                              | Tiesj Benoot (BEL)             | 4e               |
| 82                              | Victor Campenaerts (BEL) (Clm) | 78e              |
| 83                              | Jens Debusschere (BEL)         | 85e              |
| 84                              | Jens Keukeleire (BEL)          | 64e              |
| 85                              | Tomasz Marczyński (POL)        | 75e              |
| 86                              | Nikolas Maes (BEL)             | 82e              |
| 87                              | Tosh Van der Sande (BEL)       | 42e              |
| Directeur sportif : Mario Aerts |                                |                  |

| Mitchelton-Scott MTS              | Mitchelton-Scott MTS          | Mitchelton-Scott MTS |
| --------------------------------- | ----------------------------- | -------------------- |
| Num                               | Coureur                       | Pos                  |
| 91                                | Adam Yates (GBR)              | 5e                   |
| 92                                | Caleb Ewan (AUS)              | AB-5                 |
| 93                                | Jack Bauer (NZL)              | 49e                  |
| 94                                | Luke Durbridge (AUS)          | 46e                  |
| 95                                | Michael Hepburn (AUS)         | 68e                  |
| 96                                | Daryl Impey (RSA) (Route/Clm) | 45e                  |
| 97                                | Luka Mezgec (SLO)             | 92e                  |
| Directeur sportif : Matthew White |                               |                      |

| Movistar MOV                                   | Movistar MOV          | Movistar MOV |
| ---------------------------------------------- | --------------------- | ------------ |
| Num                                            | Coureur               | Pos          |
| 101                                            | Mikel Landa (ESP)     | 6e           |
| 102                                            | Andrey Amador (CRC)   | 39e          |
| 103                                            | Jorge Arcas (ESP)     | 63e          |
| 104                                            | Daniele Bennati (ITA) | 88e          |
| 105                                            | Nélson Oliveira (POR) | 51e          |
| 106                                            | Jaime Rosón (ESP)*    | 8e           |
| 107                                            | Jasha Sütterlin (GER) | 114e         |
| Directeur sportif : José Vicente García Acosta |                       |              |

| Nippo-Vini Fantini-Europa NIP     | Nippo-Vini Fantini-Europa NIP    | Nippo-Vini Fantini-Europa NIP |
| --------------------------------- | -------------------------------- | ----------------------------- |
| Num                               | Coureur                          | Pos                           |
| 111                               | Damiano Cunego (ITA)             | 117e                          |
| 112                               | Marco Canola (ITA)               | 66e                           |
| 113                               | Nicola Bagioli (ITA)*            | 99e                           |
| 114                               | Eduard-Michael Grosu (ROU) (Clm) | 110e                          |
| 115                               | Sho Hatsuyama (JPN)              | 120e                          |
| 116                               | Simone Ponzi (ITA)               | 54e                           |
| 117                               | Ivan Santaromita (ITA)           | 21e                           |
| Directeur sportif : Mario Manzoni |                                  |                               |

| Quick-Step Floors QST              | Quick-Step Floors QST       | Quick-Step Floors QST |
| ---------------------------------- | --------------------------- | --------------------- |
| Num                                | Coureur                     | Pos                   |
| 121                                | Fernando Gaviria (COL)*     | NP-7                  |
| 122                                | Philippe Gilbert (BEL)      | 25e                   |
| 123                                | Bob Jungels (LUX) (Route)   | 18e                   |
| 124                                | Iljo Keisse (BEL)           | NP-7                  |
| 125                                | Maximiliano Richeze (ARG)   | 95e                   |
| 126                                | Zdeněk Štybar (CZE) (Route) | 40e                   |
| 127                                | Niki Terpstra (NED)         | 77e                   |
| Directeur sportif : Davide Bramati |                             |                       |

| Dimension Data DDD             | Dimension Data DDD               | Dimension Data DDD |
| ------------------------------ | -------------------------------- | ------------------ |
| Num                            | Coureur                          | Pos                |
| 131                            | Mark Cavendish (GBR)             | HD-1               |
| 132                            | Edvald Boasson Hagen (NOR) (Clm) | 58e                |
| 133                            | Bernhard Eisel (AUT)             | AB-5               |
| 134                            | Louis Meintjes (RSA)             | 17e                |
| 135                            | Mark Renshaw (AUS)               | AB-5               |
| 136                            | Scott Thwaites (GBR)             | 55e                |
| 137                            | Julien Vermote (BEL)             | 38e                |
| Directeur sportif : Rolf Aldag |                                  |                    |

| EF Education First-Drapac EFD      | EF Education First-Drapac EFD | EF Education First-Drapac EFD |
| ---------------------------------- | ----------------------------- | ----------------------------- |
| Num                                | Coureur                       | Pos                           |
| 141                                | Rigoberto Urán (COL)          | 10e                           |
| 142                                | Simon Clarke (AUS)            | 32e                           |
| 143                                | Sacha Modolo (ITA)            | 96e                           |
| 144                                | Daniel Moreno (ESP)           | AB-4                          |
| 145                                | Taylor Phinney (USA)          | 128e                          |
| 146                                | Tom Van Asbroeck (BEL)        | 108e                          |
| 147                                | Sep Vanmarcke (BEL)           | 65e                           |
| Directeur sportif : Fabrizio Guidi |                               |                               |

| Katusha-Alpecin TKA               | Katusha-Alpecin TKA     | Katusha-Alpecin TKA |
| --------------------------------- | ----------------------- | ------------------- |
| Num                               | Coureur                 | Pos                 |
| 151                               | Simon Špilak (SLO)      | 27e                 |
| 152                               | Alex Dowsett (GBR)      | 109e                |
| 153                               | José Gonçalves (POR)    | 28e                 |
| 154                               | Nathan Haas (AUS)       | 50e                 |
| 155                               | Marcel Kittel (GER)     | 118e                |
| 156                               | Tony Martin (GER) (Clm) | 47e                 |
| 157                               | Rick Zabel (GER)*       | 121e                |
| Directeur sportif : Claudio Cozzi |                         |                     |

| Lotto NL-Jumbo TLJ            | Lotto NL-Jumbo TLJ      | Lotto NL-Jumbo TLJ |
| ----------------------------- | ----------------------- | ------------------ |
| Num                           | Coureur                 | Pos                |
| 161                           | George Bennett (NZL)    | 9e                 |
| 162                           | Jos van Emden (NED)     | 70e                |
| 163                           | Gijs Van Hoecke (BEL)   | NP-7               |
| 164                           | Danny van Poppel (NED)* | 104e               |
| 165                           | Primož Roglič (SLO)     | 29e                |
| 166                           | Robert Wagner (GER)     | AB-6               |
| 167                           | Maarten Wynants (BEL)   | 127e               |
| Directeur sportif : Jan Boven |                         |                    |

| Sky SKY                            | Sky SKY                          | Sky SKY |
| ---------------------------------- | -------------------------------- | ------- |
| Num                                | Coureur                          | Pos     |
| 171                                | Christopher Froome (GBR)         | 34e     |
| 172                                | Jonathan Castroviejo (ESP) (Clm) | 80e     |
| 173                                | Vasil Kiryienka (BLR)            | 48e     |
| 174                                | Michał Kwiatkowski (POL) (Clm)   | 1er     |
| 175                                | Gianni Moscon (ITA) (Clm)*       | 53e     |
| 176                                | Salvatore Puccio (ITA)           | 81e     |
| 177                                | Geraint Thomas (GBR)             | 3e      |
| Directeur sportif : Nicolas Portal |                                  |         |

| Sunweb SUN                    | Sunweb SUN                     | Sunweb SUN |
| ----------------------------- | ------------------------------ | ---------- |
| Num                           | Coureur                        | Pos        |
| 181                           | Tom Dumoulin (NED) (Clm) (Clm) | AB-4       |
| 182                           | Søren Kragh Andersen (DEN)*    | AB-3       |
| 183                           | Nikias Arndt (GER)             | 116e       |
| 184                           | Simon Geschke (GER)            | AB-3       |
| 185                           | Lennard Kämna (GER)*           | 94e        |
| 186                           | Wilco Kelderman (NED)          | NP-6       |
| 187                           | Chad Haga (USA)                | 124e       |
| Directeur sportif : Marc Reef |                                |            |

| Trek-Segafredo TFS                | Trek-Segafredo TFS            | Trek-Segafredo TFS |
| --------------------------------- | ----------------------------- | ------------------ |
| Num                               | Coureur                       | Pos                |
| 191                               | Fabio Felline (ITA)           | 33e                |
| 192                               | Matthias Brändle (AUT)        | 107e               |
| 193                               | Ryan Mullen (IRL) (Route/Clm) | 122e               |
| 194                               | Giacomo Nizzolo (ITA)         | AB-4               |
| 195                               | Mads Pedersen (DEN) (Route)*  | 115e               |
| 196                               | Jasper Stuyven (BEL)          | 44e                |
| 197                               | Boy van Poppel (NED)          | 86e                |
| Directeur sportif : Adriano Baffi |                               |                    |

| UAE Emirates UAD                 | UAE Emirates UAD             | UAE Emirates UAD |
| -------------------------------- | ---------------------------- | ---------------- |
| Num                              | Coureur                      | Pos              |
| 201                              | Fabio Aru (ITA) (Route)      | 12e              |
| 202                              | Simone Consonni (ITA)*       | 111e             |
| 203                              | Aleksandr Riabushenko (BLR)* | 87e              |
| 204                              | Filippo Ganna (ITA)*         | 132e             |
| 205                              | Marco Marcato (ITA)          | 76e              |
| 206                              | Jan Polanc (SLO) (Clm)       | 19e              |
| 207                              | Diego Ulissi (ITA)           | 22e              |
| Directeur sportif : Mario Scirea |                              |                  |

| Wilier Triestina-Selle Italia WIL  | Wilier Triestina-Selle Italia WIL | Wilier Triestina-Selle Italia WIL |
| ---------------------------------- | --------------------------------- | --------------------------------- |
| Num                                | Coureur                           | Pos                               |
| 211                                | Filippo Pozzato (ITA)             | 101e                              |
| 212                                | Liam Bertazzo (ITA)               | 135e                              |
| 213                                | Matteo Busato (ITA)               | 71e                               |
| 214                                | Marco Coledan (ITA)               | 130e                              |
| 215                                | Jakub Mareczko (ITA)*             | 131e                              |
| 216                                | Jacopo Mosca (ITA)*               | 113e                              |
| 217                                | Edoardo Zardini (ITA)             | 24e                               |
| Directeur sportif : Luca Amoriello |                                   |                                   |